# Alanija Wladikawkas

Traditionelles Logo

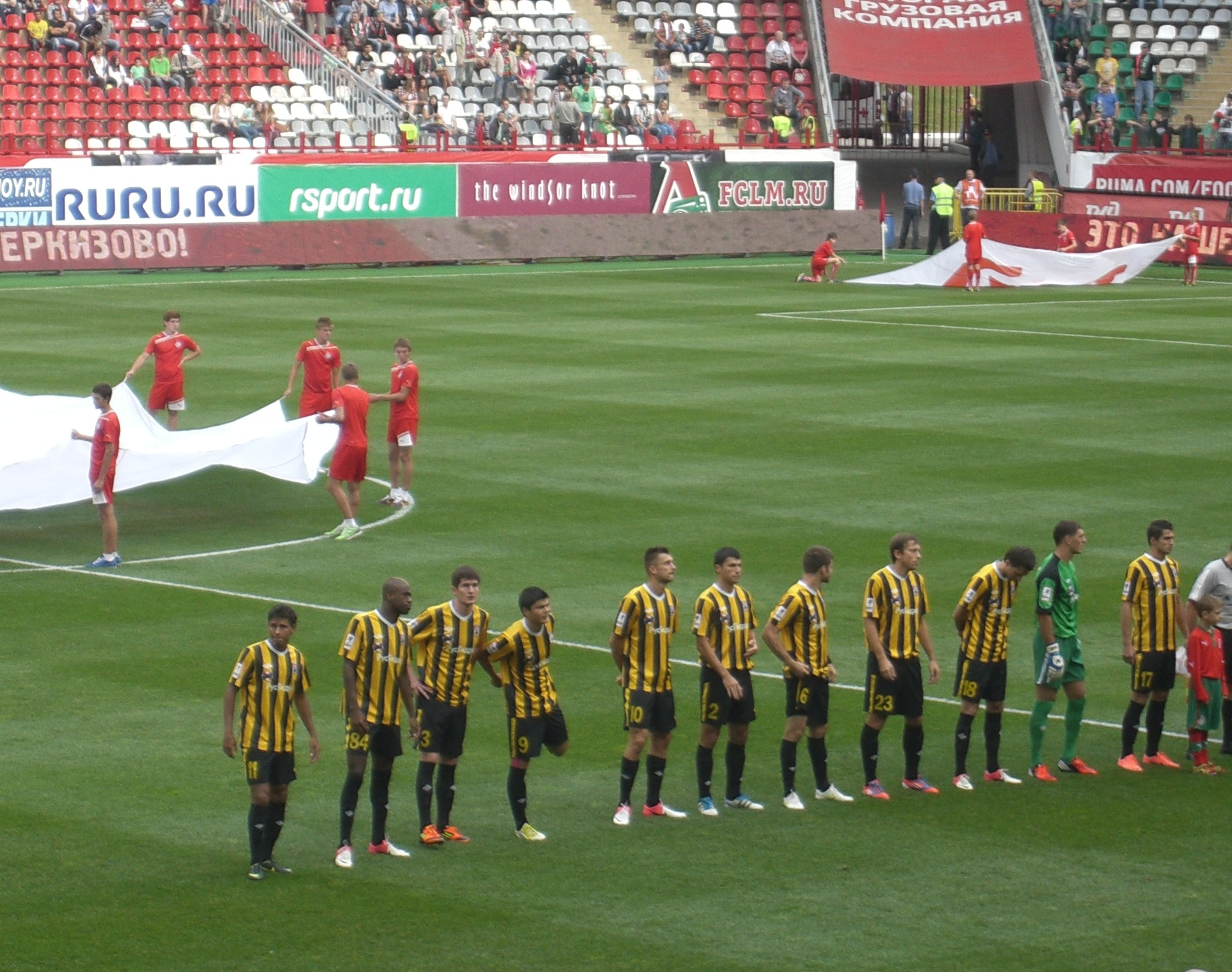

Der FK Alanija Wladikawkas (russisch Футбольный клуб Алания Владикавказ) ist ein russischer Fußballverein aus Wladikawkas, der Hauptstadt der Republik Nordossetien. Die erste Mannschaft spielt in der 2. Division, der dritthöchsten Spielklasse Russlands.

## Geschichte
Der Verein trug mehrere verschiedene Namen. Diese waren Spartak Ordschonikidse (1937–1990), Spartak Wladikawkas (1990–1994 und 2006), Alanija Wladikawkas (1997–2003 und 2006), Spartak-Alanija Wladikawkas (1995–1996 und 2003–2006).
Die Mannschaft aus Nordossetien war nach dem Zusammenbruch der Sowjetunion einer der Gründungsmitglieder der neugeschaffenen russischen Obersten Liga. Der Verein spielte seine erfolgreichste Saison im Jahr 1995, als er den russischen Meistertitel gewann. In den Jahren 1992 und 1996 konnte ein 2. Platz erreicht werden. Nachdem aber Trainer Waleri Gassajew und mehrere Spieler den Verein verließen, konnte nicht mehr an die Erfolge angeknüpft werden. Nach der Saison 2005 stieg der Verein sogar aus der russischen Eliteklasse ab.
Am 14. Februar 2006 wurde Alanija Wladikawkas sowie Lokomotive Tschita aus dem Ligabetrieb der zweitklassigen 1. russischen Division ausgeschlossen. Sie erhielten keine erneute Lizenz wegen juristischer Irregularitäten. Am 22. Februar entschied der Ligaverband, die beiden Vereine in der 1. Division durch Lada Toljatti und Maschuk-KMW Pjatigorsk zu ersetzen, den Aufsteigern aus der 2. Division. Der russische Fußballverband stimmte jedoch dem Lizenzentzug nicht zu, und entschied am 28. Februar Alanija und Lokomotive in der 1. Division eine erneute Möglichkeit zur Erfüllung der Lizenzauflagen zu geben. Am 6. März entschied der Verband, die 1. Division von 22 auf 24 Teams aufzustocken und alle 4 Vereine in der Saison spielen zu lassen. Am 20. März wiederum folgte der erneute Ausschluss von Alanija und Lokomotive aus der 1. Division und die Zwangsversetzung in die 2. Division. Die Entscheidung fiel erst 5 Tage vor Saisonstart.
Der Verein wurde neu organisiert, benannte sich in Spartak Wladikawkas um und wurde am 4. April der 2. Division Süd zugeteilt. 2006 erreichte der Verein die Ligameisterschaft in der 2. Division (Staffel Süd) und stieg damit wieder in die 1. Division auf. Daraufhin benannte sich der Verein wieder in Alanija um. Da sich der FK Moskau freiwillig aus der Premjer-Liga zurückzog, wurde Alanija als der Drittplatzierte der 1. Fußball-Division 2009 in die Premjer-Liga aufgenommen. Doch bereits 2010 musste Alanija wieder den Gang in die zweite Liga antreten. 2010 scheiterte das Team erst im Halbfinale des russischen Pokals nach einer 0:3-Auswärtsniederlage an dem Mitaufsteiger FK Sibir Nowosibirsk. 2011 gelang Alanija Wladikawkas das kuriose Kunststück, sich durch den Einzug in das russische Pokalfinale für die Europa League zu qualifizieren, ohne ein einziges Tor zu erzielen. Drei Spiele endeten 0:0 und die Mannschaft setzte sich im Elfmeterschießen durch, ein weiterer Gegner, das vorher aufgelöste Team von Saturn Ramenskoje, trat gar nicht an. Erst im mit 1:2 verlorenen Finale gegen den bereits für die Champions League qualifizierten ZSKA Moskau gelang dem Brasilianer Neco das erste Pokal-Tor für Alanija.
2012 gelang Alanija Wladikawkas der Wiederaufstieg in die Premjer-Liga, aus der die Mannschaft als Tabellenletzter 2012/13 sofort absteigen musste. Nachdem der Verein Ende Januar 2014 Insolvenz gegangen war, wurde er am 10. Februar 2014 aufgelöst und aus dem Vereinsregister gestrichen. Zur Saison 2014/2015 wurde die Reserve von FK Alanija-d Wladikawkas in FK Alanija Wladikawkas umbenannt und zur ersten Mannschaft ernannt. Seitdem spielt die Mannschaft in der 2. Division, der dritten professionellen Spielklasse in Russland.

## Erfolge
- Vize-Meister der RSFSR: 1966, 1983
- Russischer Meister: 1995
- Russischer Vize-Meister: 1992, 1996
- Russischer Pokal-Finalist: 2011
- GUS-Pokal-Finalist: 1996

## Europapokalbilanz
| Saison  | Wettbewerb            | Runde                  | Gegner                | Gesamt          | Hin     | Rück          |
| ------- | --------------------- | ---------------------- | --------------------- | --------------- | ------- | ------------- |
| 1993/94 | UEFA-Pokal            | 1. Runde               | Borussia Dortmund     | 0:1             | 0:0 (A) | 0:1 (H)       |
| 1995/96 | UEFA-Pokal            | 1. Runde               | FC Liverpool          | 1:2             | 1:2 (H) | 0:0 (A)       |
| 1996/97 | UEFA Champions League | Qualifikation          | Glasgow Rangers       | 03:10           | 1:3 (A) | 2:7 (H)       |
| 1996/97 | UEFA-Pokal            | 1. Runde               | RSC Anderlecht        | 2:5             | 2:1 (H) | 0:4 (A)       |
| 1997/98 | UEFA-Pokal            | 2. Qualifikationsrunde | Dnipro Dnipropetrowsk | 6:2             | 2:1 (H) | 4:1 (A)       |
| 1997/98 | UEFA-Pokal            | 1. Runde               | MTK Hungária FC       | 1:4             | 0:3 (A) | 1:1 (H)       |
| 2000/01 | UEFA-Pokal            | 1. Runde               | Amica Wronki          | 0:5             | 0:3 (H) | 0:2 (A)       |
| 2011/12 | UEFA Europa League    | 3. Qualifikationsrunde | FK Aqtöbe             | 2:2 (4:2 i. E.) | 1:1 (H) | 1:1 n. V. (A) |
| 2011/12 | UEFA Europa League    | Play-offs              | Beşiktaş Istanbul     | 2:3             | 0:3 (A) | 2:0 (H)       |

Gesamtbilanz: 18 Spiele, 4 Siege, 5 Unentschieden, 9 Niederlagen, 17:34 Tore (Tordifferenz −17)

## Zweite Mannschaft
Die zweite Mannschaft von Alanija Wladikawkas spielte 2024 in der vierthöchsten Spielklasse 2. Liga Division B und schloss die Gruppe 1 als Vorletzter ab. Nach Saisonende wurde die Mannschaft aufgelöst.

## Spieler
| Russland: - Michail Bakajew - Boris Dobaschin - Inal Dschiojew - Marat Dsoblajew - Wladimir Gabulow - Sergei Gasdanow - Waleri Gassajew - Spartak Gognijew - Jewgeni Kaleschin - Alan Kassajew - Juri Kowtun - Alan Kussow - German Kutarba - Wiktor Onopko - Alexander Prudnikow - Omari Tetradse - Alexander Tichonowezki - Stanislaw Tschertschessow - Dmitri Wjasmikin | GUS und ehemalige Sowjetunion: - Micheil Aschwetia - Dschaba Kankawa - Lewan Kobiaschwili - Otar Martzwaladse - Surab Menteschaschwili - Micheil Qawelaschwili - Giorgi Schaschiaschwili - Giorgi Tschanturia - Kachaber Zchadadse - Deividas Šemberas - Marat Bikmaev - Mirjalol Qosimov - Sanjar Tursunov - Qasbek Geterijew - Oleg Kornienko - Peter Neustädter - Andrei Sidelnikow - Serghei Dadu - Roman Monarow - Renan Bressan | Europa: - Elvin Beqiri - Vladan Grujić - Ognjen Vranješ - Iwan Iwanow - Iwan Stojanow - Royston Drenthe - George Florescu - Iulian Tameș - Slavoljub Đorđević - Ivan Vukomanović - Erich Brabec - Tomáš Čížek - Tamás Priskin | Rest der Welt: - Diego Maurício - Neco - Welinton - Ibrahim Gnanou - Emanuel Bentil - Dioh Williams - Baba Collins - Sani Kaita - Isaac Okoronkwo - Kosta Barbarouses |

## Trainer
- 198800000:  Oleg Iwanowitsch Romanzew
- 1990–1991:  Nikolai Chudijew
- 1992–1993:  Alexander Nowikow
- 199300000:  Wladimir Fedotow
- 1994–1999:  Waleri Gassajew
- 200000000:  Wladimir Guzajew
- 2000–2001:  Alexander Awerjanow
- 200100000:  Alexander Janowski
- 200200000:  Wolodymyr Muntjan
- 200200000:  Bachwa Tedejew
- 200300000:  Rewas Dsodsuaschwili
- 200300000:  Nikolai Chudijew
- 200300000:  Bachwa Tedejew
- 200400000:  Rolland Courbis
- 200400000:  Juri Sekinajew
- 200500000:  Bachwa Tedejew
- 200500000:  Edgar Hess
- 200500000:  Itzhak Shum
- 200500000:  Alexander Janowski
- 2006–2007:  Boris Stukalow
- 2007–2009:  Stanislaw Zchowrebow
- 200900000:  Waleri Petrakow
- 200900000:  Mircea Rednic
- 201000000:  Wladimir Schewtschuk
- 2011–2012:  Wladimir Gassajew
- 2012–2013:  Waleri Gassajew
- 2013–2014:  Wladimir Gassajew
- 2014–2015:  Artur Pagajew
- 2015–2016:  Zaur Tedejew
- 201600000:  Fjodor Gaglojew
- 2016–2017:  Marat Dsoblajew
- 201800000:  Juri Gassajew
- 201900000:  Spartak Gognijew